# Paramore (album)
Paramore är det fjärde studioalbumet av det amerikanska rockbandet Paramore. Det släpptes den 5 april 2013 via Fueled by Ramen som en uppföljare till *Brand New Eyes* (2009). Albumet spelades in mellan april och november 2012 och beskrevs av bandet som ett "statement" och en återintroduktion av bandet till världen och till sig själva. Det är det första albumet utan gitarristen Josh Farro, det enda albumet utan trummisen Zac Farro och det sista med basisten Jeremy Davis innan han lämnade bandet 2015.
Albumet producerades av Justin Meldal-Johnsen, med leadgitarristen Taylor York som medproducent på fyra låtar. I kontrast till bandets tidigare verk visar *Paramore* upp en experimentell sida där de utforskar nya musikstilar som new wave och funkrock, och innehåller dessutom tre akustiska mellanpartier. Albumet fick stort beröm från musikkritiker som hyllade bandets mognad och experimentella utveckling, såväl som Hayley Williams sång och starka närvaro. Flera publikationer inkluderade albumet på sina årsbästalistor, inklusive The A.V. Club och The Guardian.
Paramore blev en kommersiell framgång och debuterade som nummer ett på US Billboard 200 med 106 000 sålda exemplar under första veckan. Albumet toppade också listorna i Argentina, Australien, Brasilien, Irland och Nya Zeeland, där det blev bandets första album att nå förstaplatsen. Det blev även deras andra album att toppa listorna i Storbritannien. I mars 2016 certifierades *Paramore* som platina av Recording Industry Association of America (RIAA) för över en miljon sålda exemplar i USA. Bandet följde upp släppet med *The Self-Titled Tour* för att marknadsföra albumet, med turnéetapper i Europa, Nordamerika, Asien, Latinamerika och Oceanien. År 2014 delade bandet huvudscenen med Fall Out Boy under *Monumentour*. En deluxe-utgåva av albumet släpptes den 24 november 2014, innehållande två nya låtar, en demoversion, en nyinspelning av "Hate to See Your Heart Break" samt liveversioner av låtar från tidigare album.
Fyra singlar släpptes från albumet: "Now", "Still Into You", "Daydreaming" och den Grammy-belönade låten "Ain't It Fun". "Still Into You" och "Ain't It Fun" nådde topp 10-placeringar på flera listor i USA och har certifierats som dubbel platina av RIAA, vilket gör *Paramore* till bandets första album att generera fler än en dubbel platinasingel.
I november 2022 ändrade bandet albumomslaget på streamingplattformar till en bild av Hayley Williams sedd bakifrån. Jeansjackan som Williams bär har texten "Grow Up", vilket också är namnet på ett av albumets spår. Förändringen tros bero på juridiska tvister mellan bandet och den tidigare basisten Jeremy Davis.

## Låtlista
| Nr           | Titel                            | Kompositör                                          | Producer(s)          | Längd |
| ------------ | -------------------------------- | --------------------------------------------------- | -------------------- | ----- |
| 1.           | Fast in My Car                   | Hayley Williams, Taylor York, Justin Meldal-Johnsen | Meldal-Johnsen       | 3:42  |
| 2.           | Now                              | Williams, York                                      | Meldal-Johnsen, York | 4:07  |
| 3.           | Grow Up                          | Williams, York                                      | Meldal-Johnsen, York | 3:50  |
| 4.           | Daydreaming                      | Williams, York                                      | Meldal-Johnsen       | 4:31  |
| 5.           | Interlude: Moving On             | Williams, York                                      | Meldal-Johnsen       | 1:30  |
| 6.           | Ain't It Fun                     | Williams, York                                      | Meldal-Johnsen, York | 4:56  |
| 7.           | Part II                          | Williams, York, Meldal-Johnsen                      | Meldal-Johnsen       | 4:41  |
| 8.           | Last Hope                        | Williams, York                                      | Meldal-Johnsen       | 5:09  |
| 9.           | Still Into You                   | Williams, York                                      | Meldal-Johnsen       | 3:36  |
| 10.          | Anklebiters                      | Williams, York, Meldal-Johnsen                      | Meldal-Johnsen       | 2:17  |
| 11.          | Interlude: Holiday               | Williams, Jeremy Davis                              | Meldal-Johnsen       | 1:09  |
| 12.          | Proof                            | Williams, York, Meldal-Johnsen                      | Meldal-Johnsen       | 3:15  |
| 13.          | Hate to See Your Heart Break     | Williams, York                                      | Meldal-Johnsen       | 5:09  |
| 14.          | (One of Those) Crazy Girls       | Williams, York                                      | Meldal-Johnsen       | 3:32  |
| 15.          | Interlude: I'm Not Angry Anymore | Williams, York                                      | Meldal-Johnsen       | 0:52  |
| 16.          | Be Alone                         | Williams, York                                      | Meldal-Johnsen, York | 3:40  |
| 17.          | Future                           | Williams, York                                      | Meldal-Johnsen       | 7:52  |
| Total längd: | Total längd:                     | Total längd:                                        | Total längd:         | 63:48 |

| 18. | Native Tongue | Mall:Flat list | Meldal-Johnsen | 3:12 |
| 19. | Escape Route  | Mall:Flat list | Meldal-Johnsen | 2:57 |